# Пантілов Віталій Олексійович
Віталій Олексійович Пантілов (нар. 18 серпня 1970, Нікополь, УРСР) — радянський та український футболіст, півзахисник та захисник, футбольний тренер.

## Кар'єра гравця
Вихованець ДЮСШ «Колос» (Нікополь), у дорослій команді якої 1988 року й розпочав футбольну кар'єру. У 1989—1990 роках проходив військову службу в київському СКА. По завершенні служби повернувся до «Колосу». Перший розіграш чемпіонату України розпочав у запорізькому «Металурзі», але ще в квітні 1992 року повернувся до нікопольського клубу, який змінив назву на «Металург» (Нікополь). У серпні 1992 року перейшов у криворізький «Кривбас». Влітку 1995 року в черговий раз повернувся до «Металурга» (Нікополь). У сезоні 1997/98 років захищав кольори кіровоградської «Зірки», після чого перейшов до маріупольського «Металурга». Влітку 2001 році виступав у СК «Волинь-1» (Луцьк). У 2003 році завершив кар'єру професіонального футболіста в рідному «Електрометалурзі-НЗФ» (Нікополь). У 2006 році захищав кольори «Авангарду» (Орджонікідзе) в чемпіонаті Дніпропетровської області.

## Кар'єра тренера
По завершенні кар'єри гравця розпочав тренерську діяльність. У червні 2007 року зійняв посаду асистента головного тренера ФК «Полтави», на якій пропрацював до травня 2009 року.

## Досягнення

### Клубні
- Перша ліга чемпіонату України
  -  Чемпіон (1): 2002

### Індивідуальні
- 9-14 місце в списку найкращих бомбардирів Вищої ліги чемпіонату України: 1998/99 (9 голів)